# Small Point-Adam's Cove-Blackhead-Broad Cove
Small Point-Adam's Cove-Blackhead-Broad Cove is een gemeente (town) in de Canadese provincie Newfoundland en Labrador.

## Geografie
De gemeente ligt op het schiereiland Bay de Verde, in het zuidoosten van het eiland Newfoundland. Ze bestaat van noord naar zuid op de aan elkaar aansluitende kustdorpen Adams Cove, Blackhead, Broad Cove en Small Point. Alle vier deze plaatsen liggen aan de Conception Bay en aan provinciale route 70.
Naburige dorpen zijn Kingston in het zuiden en Western Bay in het noorden.

## Geschiedenis
De vier dorpen van de gemeente waren oorspronkelijk gemeentevrij gebied. Vanaf het jaar 1972 vormden ze, tezamen met het zuidelijke buurdorp Kingston, een gemeente met het statuut van local improvement district (LID). De gemeente Small Point-Kingston-Broad Cove-Blackhead-Adams Cove bestond in die hoedanigheid slechts vijf jaar, aangezien het dorp Kingston zich met ingang op 7 januari 1977 afscheurde en opnieuw gemeentevrij werd. De overblijvende vier dorpen gingen daarop als LID verder onder de naam Small Point-Broad Cove-Blackhead-Adams Cove.
Wegens een algemene wetswijziging kreeg de gemeente in 1980 het statuut van town. In 1994 veranderde de naam van de gemeente opnieuw, ditmaal naar de huidige naam Small Point-Adam's Cove-Blackhead-Broad Cove.

### Bosbranden 2025
Begin mei 2025 woedde er een bosbrand in Adams Cove. De brand legde twaalf huizen in de as en vernielde of beschadigde nog 33 andere gebouwen, waaronder tuinhuizen, garages en een loods. In augustus werd Bay de Verde getroffen door een enorme bosbrand, dewelke in de gemeente opnieuw 33 huizen in de as legde, evenals het historisch voormalig methodistisch schoolgebouw van Adams Cove. In en rond de gemeente vonden op drie maanden tijd maar liefst twaalf natuurbranden plaats, wat de burgemeester als "uitermate verdacht" bestempelde en de Royal Canadian Mounted Police aanzette tot een onderzoek naar mogelijke brandstichting.

## Demografie
Demografisch gezien kent Small Point-Adam's Cove-Blackhead-Broad Cove, net zoals de meeste kleine dorpen op Newfoundland, de voorbije decennia een dalende trend. Tussen 1981 en 2021 daalde de bevolkingsomvang van 539 naar 414. Dat komt neer op een daling van 125 inwoners (-23%) in 40 jaar tijd.
| Demografische ontwikkeling van de gemeente tussen 1981 en 2021 |
| -------------------------------------------------------------- |
|                                                                |
| Bron: 1981–1986, 1991–1996, 2001–2006, 2011–2016, 2021         |